# Xanthoria alexanderbaai
Xanthoria alexanderbaai är en lavart som beskrevs av S. Y. Kondr. & Kärnefelt. Xanthoria alexanderbaai ingår i släktet Xanthoria och familjen Teloschistaceae.   Inga underarter finns listade i Catalogue of Life.